# Tipula argentina
Tipula argentina är en tvåvingeart som först beskrevs av Frederik Maurits van der Wulp 1881.  Tipula argentina ingår i släktet Tipula och familjen storharkrankar.
Artens utbredning är Argentina. Inga underarter finns listade i Catalogue of Life.